# Cosmopirnodus angulatus
Cosmopirnodus angulatus är en kvalsterart som beskrevs av Ichisawa och Aoki 1998. Cosmopirnodus angulatus ingår i släktet Cosmopirnodus och familjen Oripodidae. Inga underarter finns listade i Catalogue of Life.